# Ruokojärvi, Övertorneå kommun
Ruokojärvi är en by vid sjön med samma namn i nordvästra delen av Övertorneå kommun, Norrbottens län. 
Förleden i namnet är finskans ord för vass och efterleden betyder sjö. 
Byn Ruokojärvi ligger längs korpilombolovägen cirka 3 mil nordväst om Övertorneå centralort. Byn grundlades 1760 och ligger på västra sidan om sjön.
Då svenska mästerskapen i fältskytte avgjordes i Övertorneå 2011 låg en av de åtta skyttestationerna på Ruokojärvi.
I augusti 2020 fanns det enligt Ratsit 5 personer över 16 år registrerade med Ruokojärvi son adress.